# Premi a la millor live action del Saló del Manga de Barcelona
El Premi al millor live action del Saló del Manga de Barcelona fou un guardó anual concedit per Ficomic durant el Saló de Manga de Barcelona amb l'objectiu de premiar a la millor pel·lícula live action de l'any emesa o editada a l'estat espanyol. El premi es va concedir per primera vegada el 2017 i es va concedir al llarg de quatre edicions seguides abans de deixar d'atorgar-se a partir de l'edició de 2021.
A la primera edició del premi, el 2017, la denominació oficial del premi encara fou "premi a la millor pel·lícula basada en un manga" i no pas "premi al millor live action", malgrat que ambdós conceptes fan referència al mateix gènere de pel·lícula. Fou a partir de le següents edicions que el premi va adoptar la denominació "live action" fins a desaparèixer el 2020.
El premi no tingué dotació econòmica i s'atorgà per votació popular mitjançant la pàgina web de Ficomic, en la qual tothom hi podia emetre un vot.

## Palmarès
| Any                                                        | Títol            | Autor             | Edició |
| ---------------------------------------------------------- | ---------------- | ----------------- | ------ |
| 2017                                                       |                  |                   |        |
| Atac als titans                                            | Shinji Higuchi   | Mediatres Estudio |        |
| Death Note                                                 | Shunsuke Kaneko  | Mediatres Estudio |        |
| I Am a Hero                                                | Shinsuke Sato    | Mediatres Estudio |        |
| 2018                                                       |                  |                   |        |
| JoJo's Bizarre Adventure: Diamond Is Unbreakable Chapter I | Takashi Miike    | Selecta Visión    |        |
| Death-Note: el nuevo mundo                                 | Shinsuke Sato    | Mediatres Estudio |        |
| Museum                                                     | Keishi Otomo     | Mediatres Estudio |        |
| Tokyo Ghoul                                                | Kentarō Hagiwara | Selecta Visión    |        |
| 2019                                                       |                  |                   |        |
| Alita: Battle Angel                                        | Robert Rodriguez | 20th Century Fox  |        |
| Gintama                                                    | Yūichi Fukuda    | Mediatres Estudio |        |
| Pokémon: Detectiu Pikachu                                  | Rob Letterman    | Warner Bros       |        |
| 2020                                                       |                  |                   |        |
| Midnight Diner: Tokyo Stories                              | Joji Matsuoka    | Netflix           |        |
| City Hunter y el Perfume de Cupido                         | Philippe Lacheau | Selecta Visión    |        |
| Inuyashiki                                                 | Shinsuke Sato    | Mediatres Estudio |        |